# Ameromyia protensa
Ameromyia protensa är en insektsart som först beskrevs av Carl Eduard Adolph Gerstäcker894. 
Ameromyia protensa ingår i släktet Ameromyia och familjen myrlejonsländor. Inga underarter finns listade i Catalogue of Life.